# Frauke Frausing Vosshage
Frauke Frausing Vosshage geb. Hansen (* 2. Oktober 1941 in Hamburg-Altona, Hamburg), ist eine deutsche Literaturwissenschaftlerin und Gymnasiallehrerin.

## Leben
Vosshage studierte in Kiel und Paris Romanistik, Anglistik und Psychologie. Ihre Dissertation verfasste sie über die Rezeption des amerikanischen Dramas in Frankreich mit besonderer Berücksichtigung von Tennessee Williams’ A Streetcar named Desire. Seitdem publizierte sie zahlreiche unterrichtsbezogene Lektürehilfen zur amerikanischen, englischen und französischen Literatur der Publikationsreihe Königs Erläuterungen des C. Bange Verlags. Am Carl-Jacob-Burckhardt-Gymnasium zu Lübeck unterrichtete sie bis hin zur Oberstudienrätin Englisch und Französisch und engagierte sich sowohl innerhalb als auch außerhalb der Schule für die interkulturelle Zusammenarbeit und internationale Begegnungen von Jugendlichen und Erwachsenen. Vosshage zeigte sich verantwortlich für die Unterstützung des Straßenkinderprojekts Amanecer in Cochabamba, Bolivien, an das sie Jahr für Jahr Einnahmen aus den Spendenaktionen ihrer Schule vermittelte.

## Publikationen
- Erläuterungen zu Molière, Der eingebildete Kranke (Le malade imaginaire) (= Königs Erläuterungen und Materialien. Band 418). 1.  Auflage. C. Bange Verlag, Hollfeld 2006, ISBN 978-3-8044-1798-4.
- Erläuterungen zu Francis Scott Fitzgerald, Der große Gatsby (The great Gatsby) (= Königs Erläuterungen und Materialien. Band 389). 3.  Auflage. C. Bange Verlag, Hollfeld 2007, ISBN 978-3-8044-1792-2.
- Erläuterungen zu Morton Rhue, Die Welle (= Königs Erläuterungen und Materialien. Band 387). 3., korrigierte  Auflage. C. Bange Verlag, Hollfeld 2008, ISBN 978-3-8044-1805-9.
- Erläuterungen zu Albert Camus, Die Pest (la peste) (= Königs Erläuterungen und Materialien. Band 165). 4.  Auflage. C. Bange Verlag, Hollfeld 2010, ISBN 978-3-8044-1799-1.
- Erläuterungen zu Jean Anouilh, Antigone (= Königs Erläuterungen und Materialien. Band 388). 5.  Auflage. C. Bange Verlag, Hollfeld 2010, ISBN 978-3-8044-1706-9.
- Interpretation zu Shakespeare, Romeo und Julia  - Romeo and Juliet : Lektüre- und Interpretationshilfe (= Königs Erläuterungen und Materialien. Band 55). C. Bange Verlag, Hollfeld 2010, ISBN 978-3-8044-5705-8.